# Honduranische Fußballnationalmannschaft der Frauen
Die honduranische Fußballnationalmannschaft der Frauen repräsentiert die zentralamerikanische Republik Honduras im internationalen Frauenfußball.
Der honduranische Verband Federación Nacional Autónoma de Fútbol de Honduras ist Mitglied im Weltverband FIFA und im Regionalverband CONCACAF. Daher sind sie an der Qualifikation für die CONCACAF Women’s Championship bzw. CONCACAF Women’s Gold Cup berechtigt. Trotz der regelmäßigen Teilnahme an den Qualifikationsturnieren seit der Einführung dieser im Jahr 1998, kam die Frauennationalmannschaft noch nie über diese hinaus.

## Weltmeisterschaft
| - 1991: keine Teilnahme, erstes Spiel erst 1998 - 1995: keine Teilnahme, erstes Spiel erst 1998 - 1999: nicht qualifiziert - 2003: nicht qualifiziert - 2007: nicht qualifiziert | - 2011: nicht qualifiziert - 2015: nicht qualifiziert - 2019: nicht gemeldet - 2023: nicht qualifiziert |

## CONCACAF Women’s Championship / CONCACAF Women’s Gold Cup
| - 1991: keine Teilnahme, erstes Spiel erst 1998 - 1993: keine Teilnahme, erstes Spiel erst 1998 - 1994: keine Teilnahme, erstes Spiel erst 1998 - 1998: nicht qualifiziert - 2002: nicht qualifiziert - 2000: nicht qualifiziert | - 2006: nicht qualifiziert - 2010: nicht qualifiziert - 2014: nicht qualifiziert - 2018: nicht gemeldet - 2022: nicht qualifiziert |

## Olympische Spiele
| - 1996: keine Teilnahme, erstes Spiel erst 1998 - 2000: nicht qualifiziert - 2004: nicht qualifiziert - 2008: nicht qualifiziert | - 2012: nicht qualifiziert - 2016: zurückgezogen - 2020: nicht qualifiziert |